# Arco infralateral
Un arco infralateral (o arco tangente lateral inferior) es un tipo raro de halo, similar a un arcoíris, que aparece debajo de un círculo parhélico blanco. Tanto los arcos infralaterales como los supralaterales se forman fuera del halo de 46°, aunque los infralaterales, a diferencia de los supralaterales, siempre se encuentran por debajo del círculo parhélico.
La forma de un arco infralateral depende de la altura del Sol. Cuando el Sol está entre el amanecer y aproximadamente 50° sobre el horizonte, se forman dos arcos infralaterales a cada lado (es decir, lateralmente) del halo de 46°, con sus vértices convexos tangentes a dicho halo. Sin embargo, cuando el Sol se eleva más de 68°, estos dos arcos se combinan en un solo arco cóncavo que se ubica directamente debajo del halo de 46°, alineado verticalmente con el Sol.
Los arcos infralaterales se generan cuando la luz solar atraviesa cristales de hielo con forma hexagonal y estructura de columna, ingresando a través de una de sus bases hexagonales y saliendo por una de las caras del prisma. Aunque son poco comunes, suelen aparecer junto con halos circunscritos y arcos tangentes superiores, y en promedio se observan aproximadamente una vez al año.